# Yamaha XV 750 Virago
Yamaha XV 750 Virago je motocykl kategorie chopper, vyvinutý firmou Yamaha, vyráběný v letech 1981–1998. Nástupcem je model Yamaha XVS 650 DragStar.
Řadu chopperů Virago tvoří modely s obsahem 125, 250, 535, 750 a Yamaha XV 1100 Virago ccm. Pro některé trhy se vyrábělo Virago i s modifikovanými obsahy 400, 500, 700 nebo 1000 cm³.

## Technické parametry
- Rám: dvojitý ocelový
- Suchá hmotnost: 225 kg
- Pohotovostní hmotnost: kg
- Maximální rychlost: 170 km/h
- Spotřeba paliva: 5,0 l/100 km